# 内格罗河省 (阿根廷)
内格罗河省，或译黑河省，為南美國家阿根廷23省之一，位於阿根廷中部，省会别德马。